# 截瘫
截瘫或是指下肢以及下半身完全或部分癱瘓。此時下肢無法進行運動控制，並且其感觉系统也出現問題。截瘫通常是由脊髓损伤以及影响椎管神经的先天性疾病所引起。

## 外部連結
- Spinal Cord Injury （页面存档备份，存于） at The Mayo Clinic
- Types of Paralysis （页面存档备份，存于） at Spinalcord.com （页面存档备份，存于）